# 東方真巨口魚
東方真巨口魚（学名：Eustomias orientalis）为輻鰭魚綱巨口鱼目巨口鱼科的其中一種。分布於西太平洋區的日本及新幾內亞等海域，為深海魚類，棲息深度0-150公尺，體長可達16公分。
其种加词“orientalis”意为“东方的”。